# Альф (мультсериал)
Альф (англ. ALF: The Animated Series, также известен под названием Alf on Melmac) — мультсериал производства компаний DIC Entertainment, Saban Entertainment и Alien Productions. Состоит из 26 серий, сгруппированных в два сезона. Каждая серия обладает законченным сюжетом; при этом все серии соединены одной сюжетной линией.
У мультсериала также есть продолжение под названием «Истории Альфа» (англ. Alf Tales).

## Сюжет
Сериал является приквелом телесериала «Альф». Он повествует о событиях, происходящих до того, как Альф попал на Землю, в семью Таннеров.
В сериале показаны приключения Альфа, его семьи и друзей.
Каждой серии предшествует небольшой рассказ Альфа о её содержании; большинство серий также заканчивается сценкой с Альфом.

## Персонажи
- Гордон «Гордо» Шамуэй (Альф) (актёр — Пол Фаско) (англ. Gordon "Gordo" Chameway (Alf)) — главный герой сериала.
- Боб Шамуэй (актёр — Зик Уилсон) (англ. Bob Shamway) — папа Альфа.
- Фло Шамуэй (актриса — Пегги Мэхон) (англ. Flo Shamway) — мама Альфа.
- Оги Шамуэй (актриса — Табита Ст. Гермейн) (англ. Ogi Shamway) — младшая сестра Альфа.
- Кёртис Шамуэй (актёр — Майкл Фантини) (англ. Curtis Chamway) — младший брат Альфа.
- Скип (актёр — Роб Коуэн) (англ. Skip) — друг Альфа.
- Рик (актёр — Пол Фаско) (англ. Rick) — друг Альфа.
- Ронда (актриса — Табита Ст. Гермейн) (англ. Ronda) — подруга Альфа.
- Кэнтвейл (актёр — Лен Карлсон) (англ. Cantwale) — полковник Орбитальной охраны, командир Альфа.
- Стафф (актёр — Лен Карлсон) (англ. Staff) — сержант, командир Альфа.
- Ларсон Петти (актёр — Зик Уилсон) (англ. Larson Petty) — злодей.
- Слуп (актёр — Ден Хеннесси) (англ. Slup) — один из людей Ларсона Петти.
- Харри, Нип, Бисмарк (англ. Harry, Nip, Bismarck) — домашние питомцы семьи Шамуэй.

## Награды
Сериал дважды номинировался на «Дневную премию Эмми» за звуковое и музыкальное сопровождение и графическое оформление.

## Несостыковки стелесериалом
- В мультсериале Альф и другие персонажи ходят в одежде, однако в телесериале Альф, кроме зимних времён, ходил без одежды.
- В мультсериале на планете Мелмак такая же атмосфера, как на Земле, и голубое небо, однако в первой серии телесериала Альф говорил, что он скучает по фиолетовому небу Мелмака.